# Veronika Šokota
Veronika Šokota (9. ožujka 2004.), hrvatska je atletičarka, sedmobojka.
Osvojila je srebrno odličje u bacanju koplja (55,41 m) na Europskom juniorskom atletskom prvenstvu u Jeruzalemu u kolovozu 2023.
Bila je peta na juniorskom EP-u u Tallinu 2021., sedma na Svjetskom prvenstvu u Nairobiju i četvrta na SP-u u Caliju 2022., ostavši bez odličja u zadnjoj seriji.

## Vanjske poveznice
- Profil na worldathletics.org